# New Brunswick, New Jersey
New Brunswick là một thành phố ở quận Middlesex, New Jersey, Hoa Kỳ. Nó là quận lỵ của quận Middlesex và là nơi có Đại học Rutgers. Thành phố này nằm trên tuyến đường sắt lang Đông Bắc, 27 dặm (43 km) về phía tây nam của Manhattan, trên bờ phía nam của sông Raritan. Tại Điều tra dân số năm 2010 Hoa Kỳ, dân số của New Brunswick là 55.181 người, tăng 6.608 (+ 13,6%) từ 48.573 người tính trong cuộc điều tra dân số năm 2000, trong đó có lần lượt tăng 6.862 (+ 16,5%) từ 41.711 tính trong cuộc điều tra dân số năm 1990. [23] Do nồng độ của các cơ sở y tế trong khu vực, bao gồm Bệnh viện Robert Wood Johnson Đại học và Bệnh viện Đại học Saint Peter, cũng như Rutgers, Đại học bang của Trường Y khoa New Jersey của Robert Wood Johnson, New Brunswick được gọi là "the Hub City." Các trụ sở và cơ sở sản xuất của một số công ty dược phẩm toàn cầu đang nằm trong thành phố, bao gồm Johnson & Johnson và Bristol-Myers Squibb.
New Brunswick được ghi nhận cho sự đa dạng sắc tộc của mình. Tại một thời điểm, một phần tư dân số Hungary New Jersey cư ngụ trong thành phố và trong năm 1930 một phần ba cư dân thành phố là Hungary.  Cộng đồng Hungary tiếp tục tồn tại, cùng phát triển cộng đồng châu Á và Tây Ban Nha đã phát triển xung quanh đường Pháp gần Bệnh viện Đại học Robert Wood Johnson.